# Letňany (stacja metra)
Letňany – końcowa stacja linii C metra praskiego (odcinek IV.C2), położona na południowym krańcu dzielnicy Pragi o tej samej nazwie. 
Otwarta została 8 maja 2008, dzień przed 34. rocznicą oddania do użytku pierwszej części metra praskiego (także państwowy Dzień Zwycięstwa).